# Regierung Werner-Cravatte

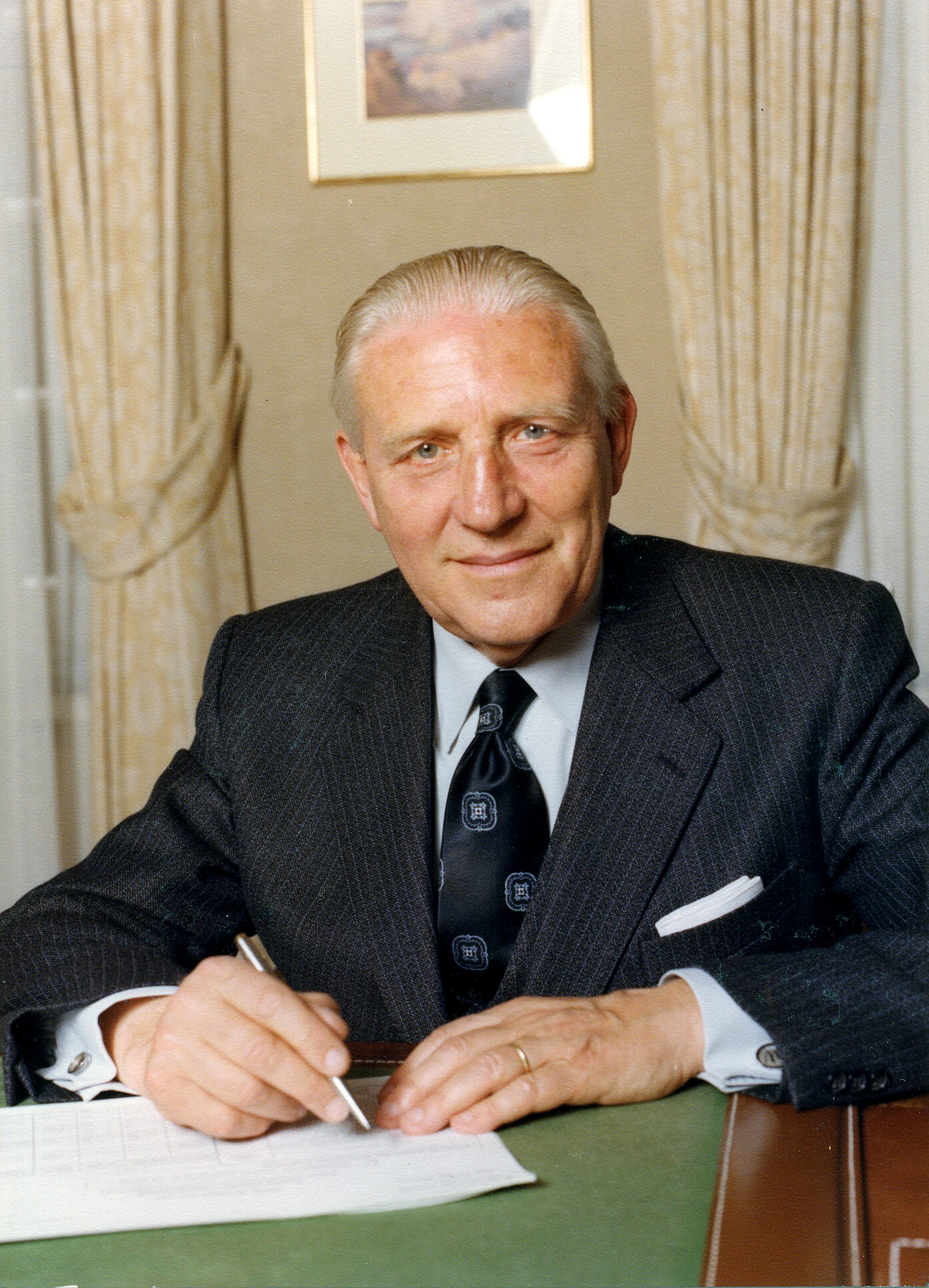
Pierre Werner war zwischen 1959 und 1974 sowie erneut von 1979 bis 1984 Premierminister von Luxemburg.

Die Regierung Werner-Cravatte (Alternativname: Regierung Werner II (1964 bis 1967) sowie Regierung Werner III (1967 bis 1969)) wurde in Luxemburg am 15. Juli 1964 von Premierminister Pierre Werner von der Chrëschtlech Sozial Vollekspartei (CSV) nach der Kammerwahl vom 7. Juni 1964 gebildet. Sie löste die Regierung Werner-Schaus I ab und blieb bis zur Ablösung durch die Regierung Werner-Schaus II am 6. Februar 1969 im Amt. Am 3. Januar 1967 kam es zu einer größeren Kabinettsumbildung. Der Regierung gehörten Vertreter der Chrëschtlech Sozial Vollekspartei (CSV) sowie der Lëtzebuerger Sozialistesch Aarbechterpartei (LSAP) an.

## Minister

### Kabinett Werner II (1964 bis 1967)
Der Regierung gehörten folgende Minister an:
| Amt                                                    | Amtsinhaber                  | Partei | Beginn der Amtszeit           | Ende der Amtszeit            |
| ------------------------------------------------------ | ---------------------------- | ------ | ----------------------------- | ---------------------------- |
| Premierminister und Schatzminister                     | Pierre Werner                | CSV    | 15. Juli 1964                 | 3. Januar 1967               |
| Außenminister und Justizminister                       | Pierre Werner                | CSV    | 15. Juli 1964                 | 3. Januar 1967               |
| Innenminister und Tourismusminister                    | Henry Cravatte               | LSAP   | 15. Juli 1964                 | 3. Januar 1967               |
| Minister für Leibeserziehung und Sport                 | Henry Cravatte               | LSAP   | 15. Juli 1964                 | 3. Januar 1967               |
| Minister für Landwirtschaft und Weinbau                | Emile Colling                | CSV    | 15. Juli 1964                 | 3. Januar 1967               |
| Minister für Familien und soziale Solidarität          | Emile Colling                | CSV    | 15. Juli 1964                 | 3. Januar 1967               |
| Minister für Arbeit und soziale Sicherheit             | Nicolas Biever Antoine Krier | LSAP   | 15. Juli 1964 23. August 1965 | 15. Juli 1965 3. Januar 1967 |
| Minister für Volksgesundheit                           | Nicolas Biever Antoine Krier | LSAP   | 15. Juli 1964 23. August 1965 | 15. Juli 1965 3. Januar 1967 |
| Minister für nationale Bildung und Kultur              | Pierre Grégoire              | CSV    | 15. Juli 1964                 | 3. Januar 1967               |
| Minister für den öffentlichen Dienst                   | Pierre Grégoire              | CSV    | 15. Juli 1964                 | 3. Januar 1967               |
| Minister für öffentliche Arbeiten                      | Albert Bousser               | LSAP   | 15. Juli 1964                 | 3. Januar 1967               |
| Minister für Verkehr, Post und Telekommunikation       | Albert Bousser               | LSAP   | 15. Juli 1964                 | 3. Januar 1967               |
| Minister für Haushalt, Wirtschaft und Energie          | Antoine Wehenkel             | LSAP   | 15. Juli 1964                 | 3. Januar 1967               |
| Minister für den Mittelstand und Verteidigungsminister | Marcel Fischbach             | CSV    | 15. Juli 1964                 | 3. Januar 1967               |

### Kabinett Werner III (1967 bis 1969)
Der Regierung gehörten folgende Minister an:
| Amt                                                   | Amtsinhaber         | Partei | Beginn der Amtszeit | Ende der Amtszeit |
| ----------------------------------------------------- | ------------------- | ------ | ------------------- | ----------------- |
| Premierminister und Schatzminister                    | Pierre Werner       | CSV    | 3. Januar 1967      | 6. Februar 1969   |
| Minister für den öffentlichen Dienst                  | Pierre Werner       | CSV    | 3. Januar 1967      | 6. Februar 1969   |
| Innenminister und Tourismusminister                   | Henry Cravatte      | LSAP   | 3. Januar 1967      | 6. Februar 1969   |
| Minister für Leibeserziehung und Sport                | Henry Cravatte      | LSAP   | 3. Januar 1967      | 6. Februar 1969   |
| Außenminister                                         | Pierre Grégoire     | CSV    | 3. Januar 1967      | 6. Februar 1969   |
| Verteidigungsminister und Kulturminister              | Pierre Grégoire     | CSV    | 3. Januar 1967      | 6. Februar 1969   |
| Minister für öffentliche Arbeiten                     | Albert Bousser      | LSAP   | 3. Januar 1967      | 6. Februar 1969   |
| Minister für Verkehr, Post und Telekommunikation      | Albert Bousser      | LSAP   | 3. Januar 1967      | 6. Februar 1969   |
| Minister für Haushalt, Wirtschaft und Energie         | Antoine Wehenkel    | LSAP   | 3. Januar 1967      | 6. Februar 1969   |
| Minister für Arbeit und soziale Sicherheit            | Antoine Krier       | LSAP   | 3. Januar 1967      | 6. Februar 1969   |
| Minister für Volksgesundheit                          | Antoine Krier       | LSAP   | 3. Januar 1967      | 6. Februar 1969   |
| Minister für Landwirtschaft und Weinbau               | Jean-Pierre Büchler | CSV    | 3. Januar 1967      | 6. Februar 1969   |
| Minister für den Mittelstand                          | Jean-Pierre Büchler | CSV    | 3. Januar 1967      | 6. Februar 1969   |
| Justizminister und Minister für nationale Bildung     | Jean Dupong         | CSV    | 3. Januar 1967      | 6. Februar 1969   |
| Minister für Familien, Jugend und soziale Solidarität | Jean Dupong         | CSV    | 3. Januar 1967      | 6. Februar 1969   |